# Галлюциногенный тореадор
«Галлюциноге́нный тореадо́р» (англ. The Hallucinogenic Toreador) — картина испанского художника Сальвадора Дали, написанная в 1968—1970 годах. Находится в Музее Сальвадора Дали в Сент-Питерсберге, штат Флорида.

## Информация о картине
По мнению самого художника, этот холст отражает его всего в одной картине, так как в этом холсте представлена вся антология образов Дали. Внизу справа изображен сам Дали в шестилетнем возрасте, к которому летят мухи; сверху, как бы господствуя над картиной, изображена голова Галы Дали. Множество образов Венеры Милосской постепенно поворачиваются, меняя пол. Лицо самого тореадора можно обнаружить в образе второй справа Венеры Милосской. Её грудь образует его нос, а голова — глаз. Тень на животе Венеры создает образ рта тореадора. Ниже зелёная тень изображает галстук, а одеяние Венеры — его рубашку. Левее можно разглядеть куртку тореадора на фоне скал, в которых спрятана голова умирающего быка.